# Rota do enxaimel

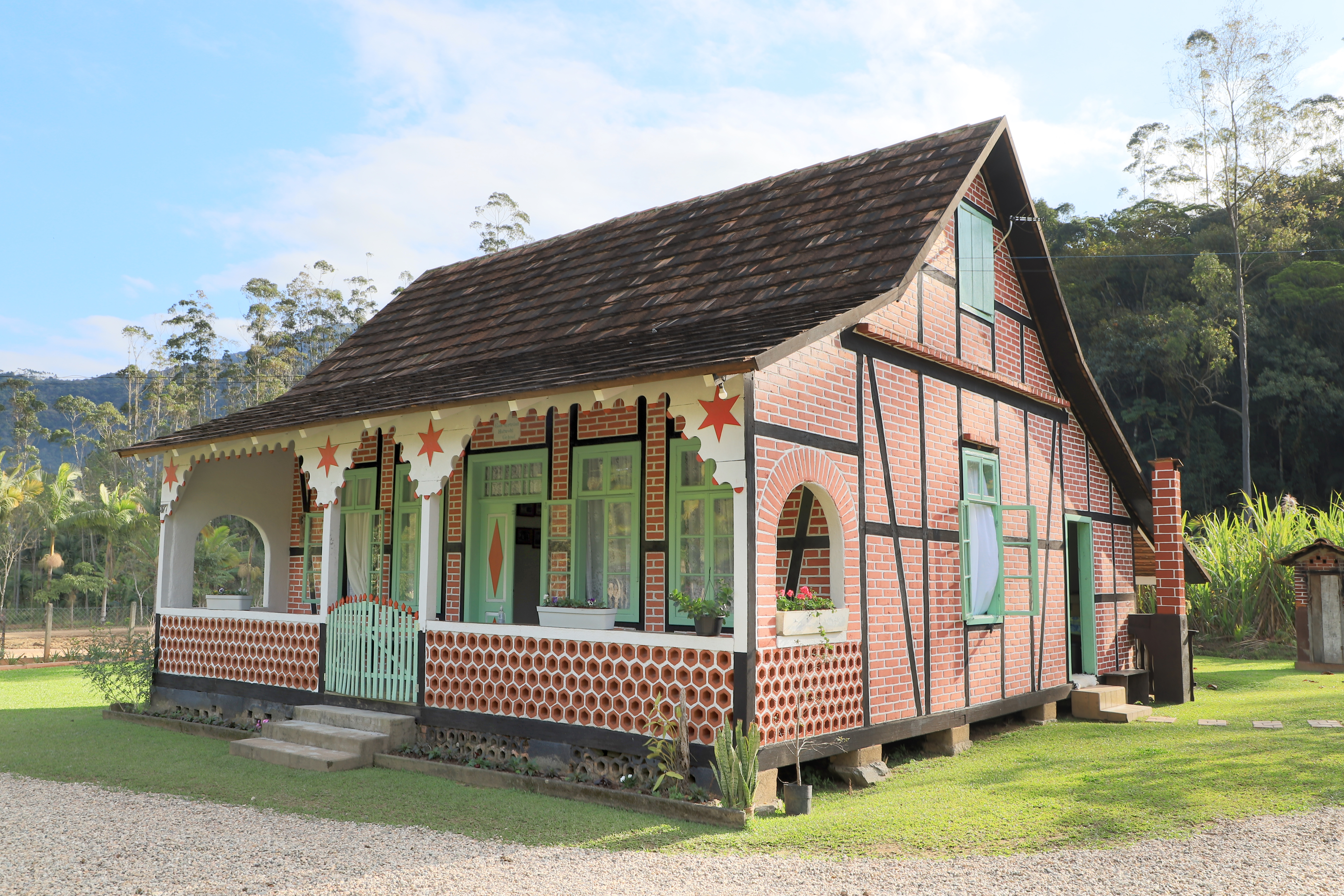
Casa Radünz, construção enxaimel aberta à visitação

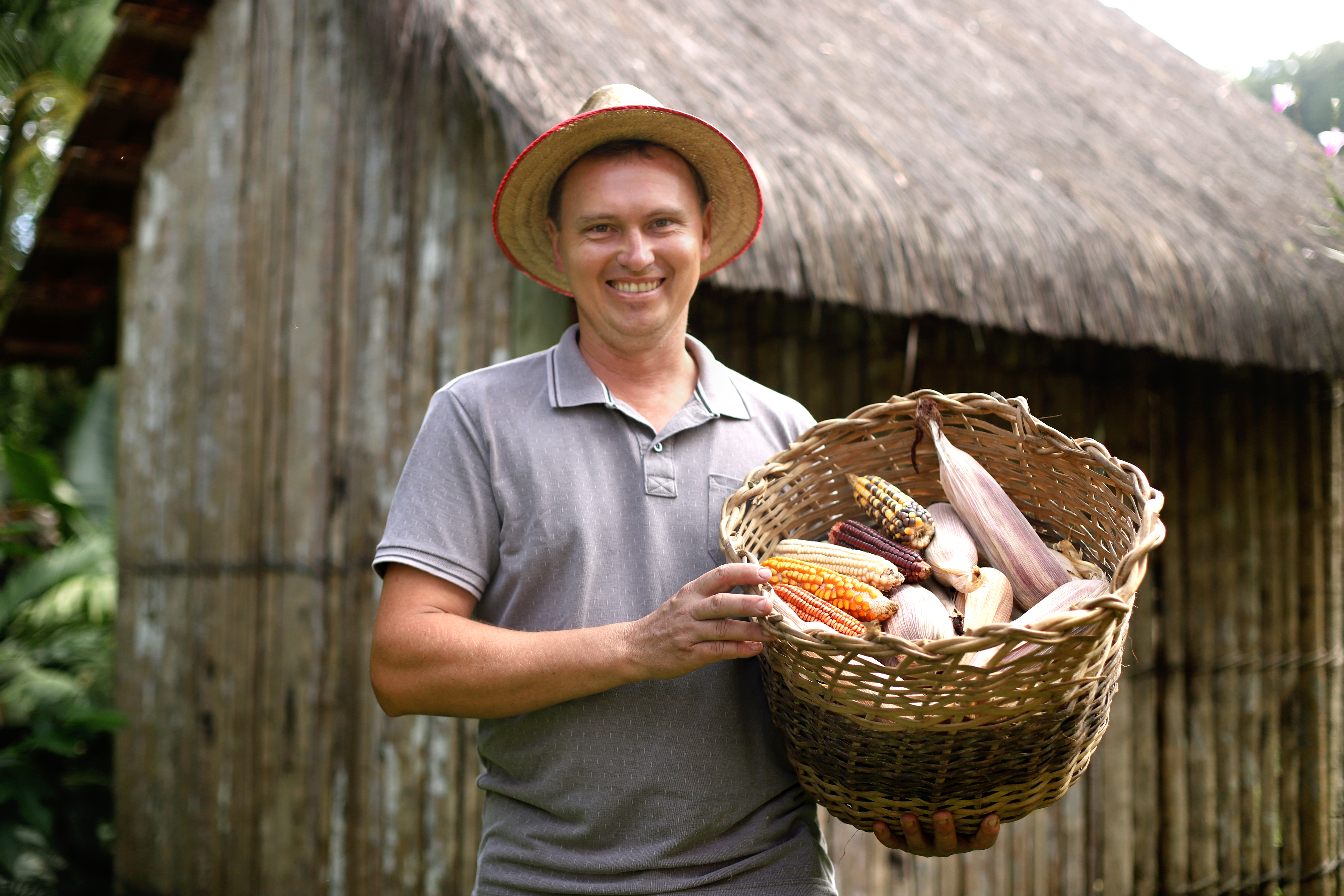
Casa Siewert, um dos atrativos culturais da Rota do Enxaimel

Rota do Enxaimel é uma localidade turística localizada no município brasileiro de Pomerode, interior do estado de Santa Catarina.
O local é tombado como patrimônio paisagístico pelo IPHAN, e num percurso de aproximadamente 16 km se encontram cerca de 50 construções na técnica Enxaimel, individualmente tombadas em nível federal, estadual ou municipal.
É considerada a maior reunião de construções feitas na técnica enxaimel fora da Europa.
Desde cerca do ano 2000, o bairro de Testo Alto passou a ser chamado "Rota do Enxaimel" no contexto turístico, para melhor refletir seu potencial turístico-cultural.
Além do patrimônio tombado, existem no local diversas casas abertas a visitação, restaurantes, pousadas, trilhas de caminhada, lojas de produtos locais e fabricantes de produtos artesanais.
Foi selecionada em 2021 como uma das "Melhores Vilas Turísticas do Mundo" pela Organização Mundial do Turismo, pela preservação de tradições rurais, patrimônio histórico, alinhamento aos Objetivos de Desenvolvimento Sustentável e organização associativista para desenvolvimento do turismo.